# The Witcher (serie de videojuegos)
The Witcher (Wiedźmin en polaco) es una serie de videojuegos de rol de acción y fantasía desarrollados por CD Projekt RED, basados en la saga de novelas de Geralt de Rivia, escritas por el autor polaco Andrzej Sapkowski.

## Historia
Basados en la saga de Geralt de Rivia, uno de los pocos brujos que quedan, asesinos de monstruos a sueldo con habilidades especiales. Los videojuegos cuentan las aventuras de Geralt a través de misiones que el jugador debe completar.
Andrzej Sapkowski vendió los derechos de la saga de Geralt de Rivia a CD Projekt en 2007 por la cantidad de 9.500 dólares. Ese mismo año The Witcher fue estrenado para Microsoft Windows. Cuatro años después, en 2011, fue estrenado The Witcher 2: Assassins of Kings para la consola Xbox 360, Microsoft Windows, OS X y GNU/Linux. Estos dos juegos gozaron de relativa popularidad entre los jugadores de RPG de fantasía medieval. Pero fue en 2015 cuando la tercera entrega de la saga posicionó a CD Projekt RED entre los mejores estudios de videojuegos con The Witcher 3: Wild Hunt. Este último videojuego ha vendido más de 10 millones de copias por todo el mundo, y fue ganador de más de 800 premios, incluido Juego del año en los Game Awards de 2015. Debido al rotundo éxito de The Witcher 3: Wild Hunt, Sapkowski demandó a CD Projekt RED por la suma de 16 millones de dólares alegando que los derechos vendidos en 2007 solamente contemplaban los primeros dos videojuegos y The Witcher 3: Wild Hunt, aunque en el pasado Sapkowski admitió que se le fue ofrecido un porcentaje extra por parte de CD Projekt RED que él mismo rechazó.
En 2016, fue lanzado en beta cerrada Gwent: The Witcher Card Game para PC, PlayStation 4 y Xbox One, basado en el juego de cartas que también puede jugarse en The Witcher 3: Wild Hunt. Y en 2018 fue lanzado Thronebreaker: The Witcher Tales, un videojuego de cartas similar pero con un modo campaña y una historia spin-off del universo de The Witcher.

## Videojuegos
| Año  | Videojuego                        | PC  | Xbox 360 | Xbox One | Xbox Series X/S | PlayStation 4 | PlayStation 5 | Nintendo Switch | Android/iOS |
| ---- | --------------------------------- | --- | -------- | -------- | --------------- | ------------- | ------------- | --------------- | ----------- |
| 2007 | The Witcher                       | Sí  | No       | No       | No              | No            | No            | No              | No          |
| 2011 | The Witcher 2: Assassins of Kings | Sí  | Sí       | Sí       | No              | No            | No            | No              | No          |
| 2015 | The Witcher 3: Wild Hunt          | Sí  | No       | Sí       | Sí              | Sí            | Sí            | Sí              | No          |
| 2016 | Gwent: The Witcher Card Game      | Sí  | No       | Sí       | Sí              | Sí            | Sí            | No              | Sí          |
| 2018 | Thronebreaker: The Witcher Tales  | Sí  | No       | Sí       | Sí              | Sí            | Sí            | Sí              | No          |
| 2021 | The Witcher: Monster Slayer       | No  | No       | No       | No              | No            | No            | No              | Sí          |
| 2022 | Gwent: Rogue Mage                 | Sí  | No       | No       | No              | No            | No            | No              | Sí          |
| TBA  | Project Polaris                   | TBA | TBA      | TBA      | TBA             | TBA           | TBA           | TBA             | TBA         |
| TBA  | The Witcher Remake                | TBA | TBA      | TBA      | TBA             | TBA           | TBA           | TBA             | TBA         |